# 萊頓鎮區 (愛荷華州波特瓦特米縣)
萊頓鎮區（英語：Layton Township）是位於美國愛荷華州波特瓦特米縣的一個行政鎮區。

## 地方資料
根據2010年美國人口普查的數據，萊頓鎮區的面積為92.53平方千米，當中陸地面積為92.50平方千米，而水域面積為0.03平方千米。當地共有人口948人，而人口密度為每平方千米10.25人。